# アンチスパイウェア
アンチスパイウェア (Anti-Spyware) とは、スパイウェア及びアドウェア、トロイの木馬を検出・除去するためのソフトウェアである。 スパイウェア対策ソフトなどとも言う。駆除機能以外に感染を防止する機能を持つものもある。

## 概要
スパイウェアの目立った挙動はまれで感染していてもユーザーは気づかないため、メモリに常駐しないソフトは手動で検索しなければスパイウェアは発見されない。アンチスパイウェアは次のような動作をする。
- 事前に開発元から取得した「パターンファイル」に記録されたスパイウェアの特徴と、コンピュータでやり取りされる「データのパターン」を照合する（照合対象は、コンピュータ内およびコンピュータとインターネット間でやり取りされる全てのデータ）。
- 「パターンファイル」と「データのパターン」が一致した（スパイウェアが発見された）場合は、ユーザーに処理を求める警告を出すなどのアクションをする。

主に、クライアントを対象とするものと、サーバ（メールサーバ、データサーバなど）を対象とするもの（ゲートウェイ型）に分かれる。

## 現状
スパイウェアの存在が以前よりも一般に知られるようになり、スパイウェア対策が求められる場面が増えたことから、アンチウイルスソフトやインターネットセキュリティスイートにアンチスパイウェア機能が含まれることも増えている。
スパイウェアと見られるソフトウェアを配布している会社の一部には、駆除ソフト開発会社に法的手段をちらつかせるなどして圧力をかけて、スパイウェアのリストから自社のソフトを除外させている例もある。
Ad-AwareやSpybot - Search & Destroyはアンチスパイウェアのなかでも比較的有名で普及率が高いために、これらのソフトのスキャンを強制的に無効化し、自らをステルス化（不可視化）する手の込んだスパイウェアも登場している。
「スパイウェアに感染している」などと表示させ全く効果のないアンチスパイウェアを購入させようとするスパイウェアも存在する（WinFixerなど）。

## 主なソフトウェア
- Ad-Aware SE / Ad-Aware 2008 (Lavasoft)
- AhnLab スパイゼロ（株式会社アンラボ / 株式会社インターチャネル・ホロン）
- CA アンチスパイウェア（旧製品名: eTrust PestPatrol アンチスパイウェア）（日本CA株式会社）
- SGアンチスパイ（ジャングル株式会社 / 株式会社アークン）
- Spybot - Search & Destroy（PepiMK Software / キヤノンITソリューションズ株式会社）
- Windows Defender（マイクロソフト）
- SpywareBlaster (Javacool Software)
- カウンタースパイ（サンベルト・ソフトウェア）
- スパイスウィーパー（ウェブルート・ソフトウェア）
- ゼロスパイウェア (FBM Software)